# Tinkling Smile
「Tinkling Smile」（ティンクリン・スマイル）は、小倉唯の楽曲。磯谷佳江が作詞、小野貴光が作曲を手掛けた。小倉の4枚目のシングルとして2014年8月13日にキングレコードから発売された。

## 音楽性
本曲は、テレビアニメ『ヤマノススメ セカンドシーズン』のエンディングテーマに起用された。友達との絆を歌った爽やかな曲で、レコーディング時も爽やかな山の様子を脳裏に焼き付けて歌ったという。ちなみに当初はキーが半音低めに設定されていたが、スタッフの意向で急遽あげることになったという。そのため小倉は歌う際キラキラ感を表現できたことを明かしている。
PVは友情をテーマとしているため、ボウリング場でエキストラ扮する友人と語り合ったり年輩の高年男性と対決する内容になっている。

## シングルリリース
2014年8月13日にキングレコードから発売された。小倉のシングルとしては前作「Charming Do!」以来約7か月ぶりのリリースとなる。
販売形態は期間限定盤（KICM-91493）と通常盤（KICM-1493）の2種類がリリースで、期間限定盤には本曲のPVを収めたDVDが同梱されている。一方ディスクジャケットは森の妖精をイメージしているが、撮影は山や森ではなくハウウスタジオにキノコをモチーフとした家具や木を備え付けることで山的な空間を演出したという。
2曲目「thx!!」（サンクス）は、リリース日と同アニメで小倉が演じる青羽ここなの誕生日、小倉自身の誕生日が近いため、小倉自身の感謝の気持ちを歌っている。そのため制作に際し作詞を担当する前山田健一から感謝しているものを聞かれたため、ルーズリーフ1枚程度の分量を前山田に手渡した。特に「消しゴム」は高校時代から愛用しているため思い入れがあるという。曲調は一部ラップを思わせる箇所があるため、なかなか覚えられず苦労したという。

## 収録内容
| #         | タイトル                             | 作詞       | 作曲      | 編曲                | 時間  |
| --------- | ------------------------------------ | ---------- | --------- | ------------------- | ----- |
| 1.        | 「Tinkling Smile」                   | 磯谷佳江   | 小野貴光  | 大久保薫            | 3:45  |
| 2.        | 「thx!!」                            | 前山田健一 | CHI-MEY   | 大久保友裕、CHI-MEY | 4:13  |
| 3.        | 「Tinkling Smile（off vocal ver.）」 |            |           |                     | 3:45  |
| 4.        | 「thx!!（off vocal ver.）」          |            |           |                     | 4:12  |
| 合計時間: | 合計時間:                            | 合計時間:  | 合計時間: | 合計時間:           | 15:56 |

| #  | タイトル                        | 作詞 | 作曲・編曲 | 時間 |
| -- | ------------------------------- | ---- | ---------- | ---- |
| 1. | 「Tinkling Smile」(MUSIC VIDEO) |      |            | 3:48 |

## チャート
| チャート（2014年）                | 最高位 |
| --------------------------------- | ------ |
| オリコン                          | 12     |
| Billboard JAPAN Hot 100           | 23     |
| Billboard JAPAN Hot Animation     | 7      |
| Billboard JAPAN Hot Singles Sales | 8      |
| サウンドスキャンジャパン          | 8      |

## 収録アルバム
| 曲名           | 収録アルバム       | 発売日        |
| -------------- | ------------------ | ------------- |
| Tinkling Smile | 『Strawberry JAM』 | 2015年3月25日 |